# Donatella Versace

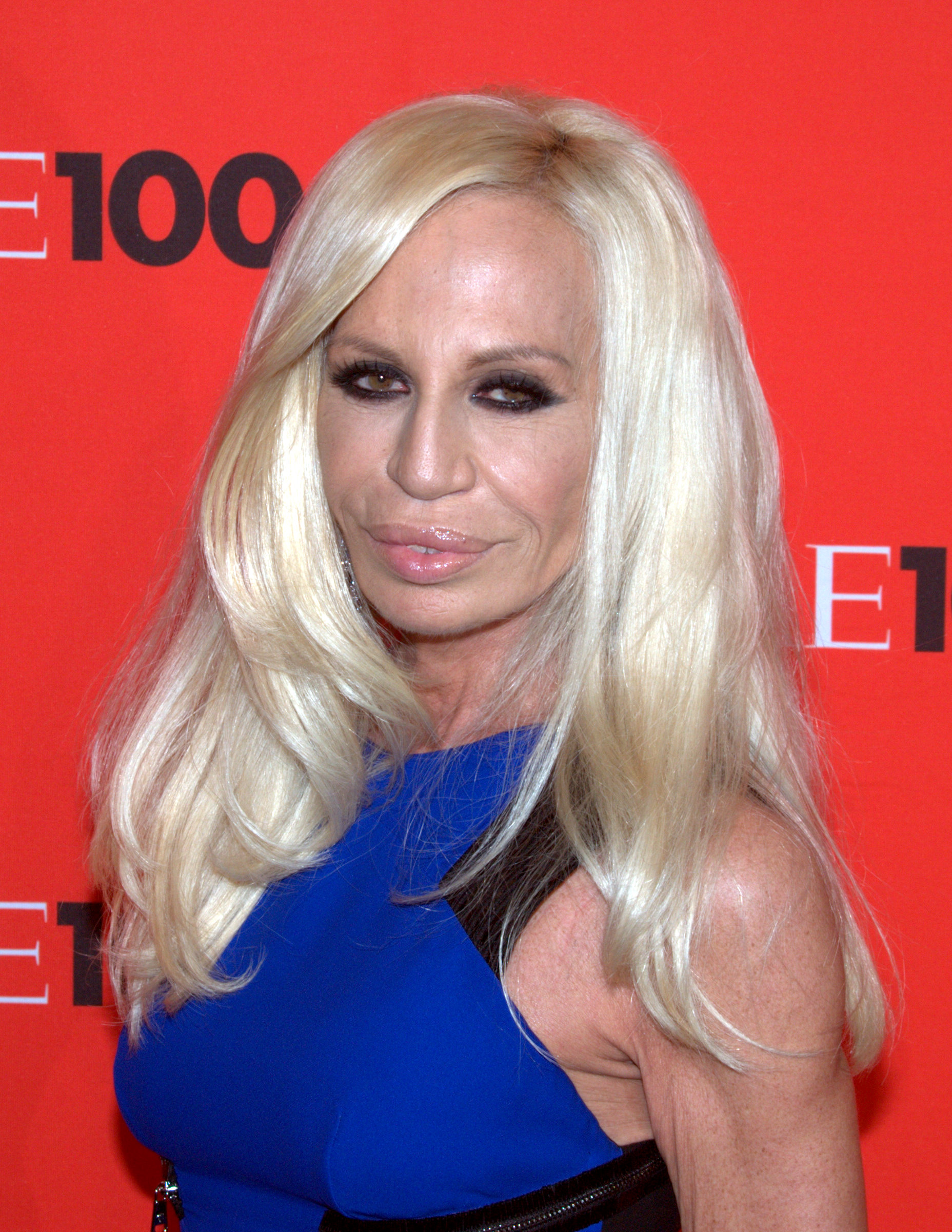
Versace auf der Time 100 Gala 2010

Donatella Francesca Versace (* 2. Mai 1955 in Reggio Calabria) ist eine italienische Modeschöpferin. Sie ist die Schwester des ermordeten Gianni Versace und seit 1997 Chef-Designerin bei Versace.

## Werdegang

### Frühe Jahre
Donatella Versace wurde in Reggio Calabria als jüngste Tochter ihrer Familie geboren. Eine ältere Schwester, Tina Versace, starb im Alter von zwölf Jahren an einer schlecht behandelten Tetanusinfektion. Ihr Bruder, Santo Versace, besitzt 30 % der Versace-Aktien.

### Durchbruch
Mitte der 1970er Jahre studierte sie Wirtschaftswissenschaften. An ihren freien Wochenenden besuchte sie ihren Bruder in seinem Atelier und nach dem Abschluss ihres Studiums bewohnte sie gemeinsam mit ihm eine Wohnung in Mailand. Ursprünglich wollte sie für Gianni die PR-Arbeit übernehmen, doch er schätzte Donatella mehr als Muse und Kritikerin. In den 1990er Jahren widmete Gianni ihr das Parfum „Blonde“ und übergab ihr die künstlerische Leitung des jungen Versace-Labels Versus.

### Karriere
Nach dem Tod ihres Bruders im Jahr 1997 übernahm Donatella die Führung des Modehauses, an dem sie mit 20 % des Kapitals beteiligt ist. Ihr Solodebüt folgte mit der Vorführung der Frühjahrskollektion der Hauptlinie 1998. Im Juli 1998 veranstaltete sie ihre erste Haute-Couture-Modenschau. Zurzeit kontrolliert Versace die Produktionen und leitet die Modenschauen des Versace-Labels. Um die Marke weiterhin weltweit bekannter zu machen, bekleidet sie persönlich prominente Größen wie Eric Clapton, Jennifer Lopez und Lady Gaga. Gaga widmete Versace im Jahr 2013 den Song Donatella, der auf Gagas Album Artpop erschien.

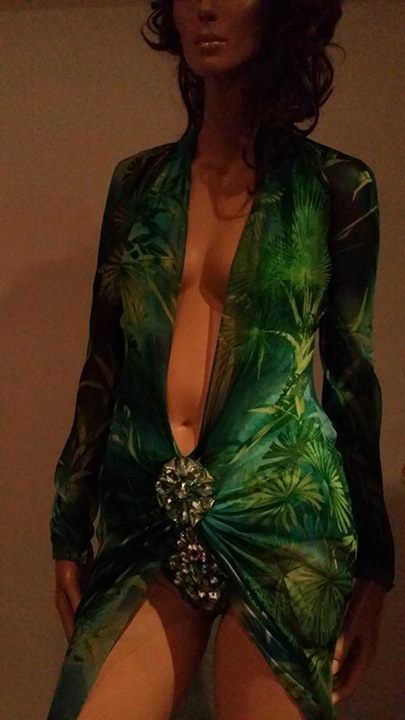
Lopez’ Chiffon-Kleid aus Seide, getragen während der 42. Grammy Awards
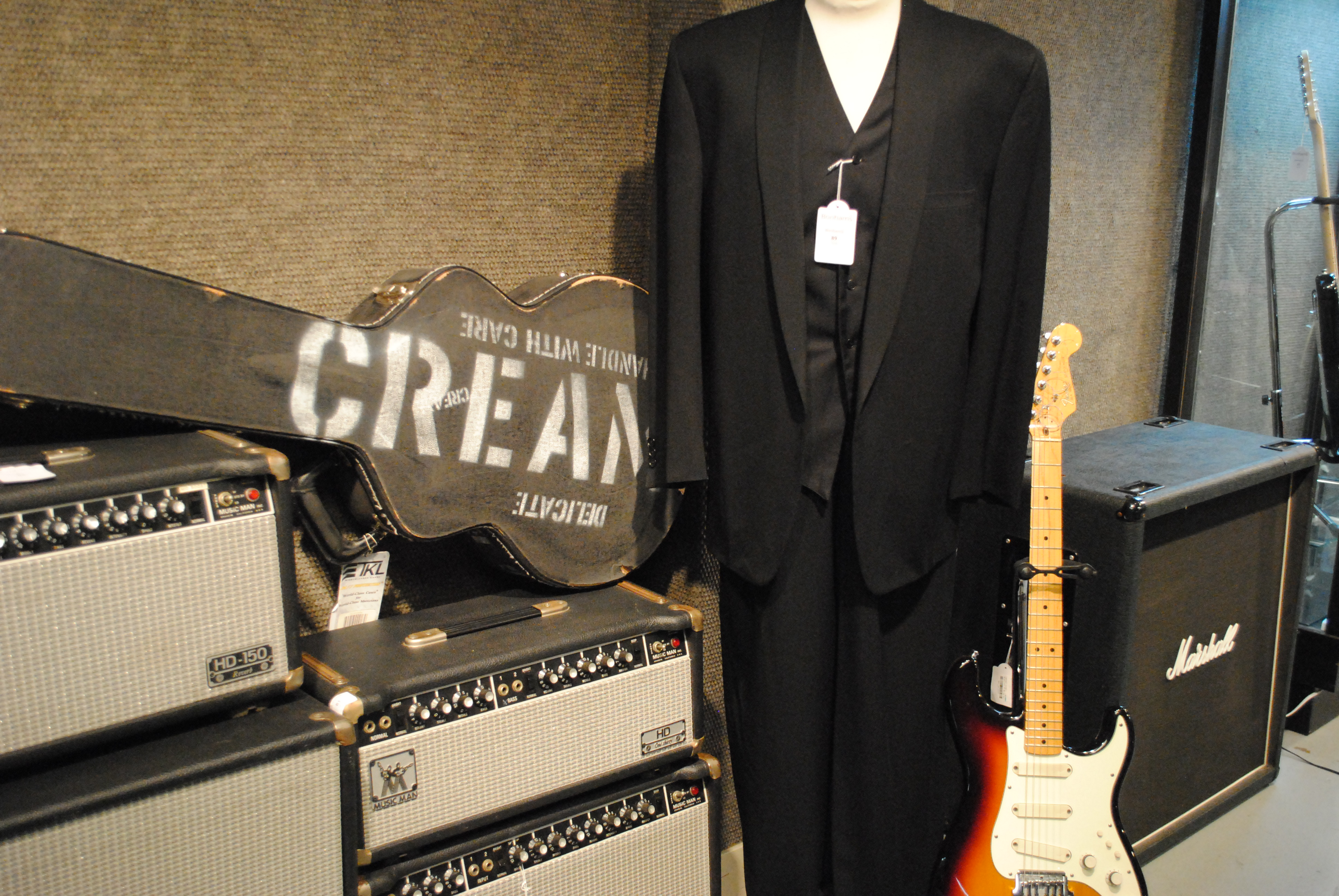
Claptons Versace-Anzug, getragen während der Journeyman World Tour
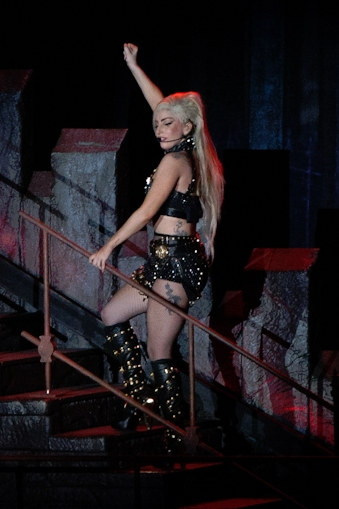
Lady Gaga während eines Auftritts im Versace-Bühnenoutfit

## Privates
Donatella war mit dem ehemaligen Model Paul Beck verheiratet und hat mit ihm zusammen einen Sohn, Daniel, und eine Tochter, Allegra.

## Auszeichnungen
2005 wurde Versace mit dem Women’s World Award in der Kategorie World Fashion Award ausgezeichnet. Im Jahr 2010 wurde sie für den Do Something With Style Award des Senders VH1 nominiert. Sie wurde nominiert, da Versace die Tote Bag Verkaufserlöse Starlight und ONE Foundations zugutekommen ließ.

## Wohltätigkeit
Donatella Versace ist Unterstützerin der Elton John AIDS Foundation.

## Film
Die Familiengeschichte der Versaces wurde unter dem Titel House of Versace – Ein Leben für die Mode für das US-amerikanische Fernsehen verfilmt. Der Film wurde erstmals 2013 ausgestrahlt und Donatella Versace wird in ihm von Gina Gershon verkörpert.
Die US-amerikanische Fernsehserie American Crime Story behandelt in Staffel 2 den Mord an Gianni Versace. Hier wird Donatella Versace von Penélope Cruz dargestellt.